# Rødovre Rådhus
Rødovre Rådhus, beliggende Rødovre Parkvej 150 i Rødovre, er administrativt centrum for Rødovre Kommune på Københavns vestegn.
Bygningen er et kendt værk af Arne Jacobsen og opført 1954-1956 efter nordamerikanske forbilleder. Omgivelserne blev anlagt i samarbejde med havearkitekt Eigil Kiær. En ny forplads blev anlagt 2002 af landskabsarkitekten Sven-Ingvar Andersson. Jacobsen tegnede alle detaljer til huset og møblerede det med sine møbelserier. Et ur tegnet til rådhuset er også forblevet en designklassiker.
Bygningen og dens omgivelser blev fredet i 1994.